# جويل فينيسيوس
جويل فينيسيوس هو رياضي ولاعب كرة قدم فيتنامي، ولد في 1994 في ساو باولو في البرازيل. لعب مع نادي تان كوانغ نين.

## وصلات خارجية
- جويل فينيسيوس على موقع Soccerway.com (الإنجليزية)